# Sheppard West
Sheppard West, in origine Downsview, è una stazione della linea Yonge-University della metropolitana di Toronto.

## Storia
La stazione venne attivata con il nome di Downsview il 31 marzo 1996, come capolinea del prolungamento proveniente da Wilson. Rimase capolinea fino al 17 dicembre 2017, quando con l'estensione della linea fino a Vaughan Metro Centre divenne stazione di transito; in tale occasione la stazione fu rinominata Sheppard West.

## Strutture e impianti
Sheppard West è una stazione sotterranea passante con due binari e una banchina ad isola. Ha tre ingressi, tutti posizionati presso l'incrocio tra Sheppard Avenue West e Allen Road. La stazione, progettata dagli studi Adamson Associates Architects e The Stevens Group Architects, ospita due installazioni artistiche: Sliding Pi e Boney Bus.

## Servizi
La stazione è accessibile ai portatori di disabilità grazie alla presenza di ascensori.
- Biglietteria automatica
- Servizi igienici

## Interscambi
La stazione è servita da diverse linee automobilistiche gestite dalla Toronto Transit Commission.
- Fermata autobus